# Roșu (Moldavia)
Roșu è un comune della Moldavia situato nel distretto di Cahul di 2.885 abitanti al censimento del 2004.